# Bedevaartskerk van Limbarska gora
De Sint-Valentinuskerk (Sloveens: Cerkev sv. Valentina of Romarska cerkev sv. Valentina) is een bedevaartskerk op de berg Limbarska gora in de gemeente Moravče, Slovenië. 

## Geschiedenis
Rond het jaar 1667 werd het eerste kerkgebouw op de top van de berg gebouwd. De kerk bleek al snel te klein voor het aantal pelgrims en werd in het begin van de 18e eeuw verbouwd. Het project werd toevertrouwd aan de Sloveense barokarchitect Gregor Maček. De aartsbisschop van Triëst en de latere bisschop van Ljubljana Leopold Josef Petazzi op 6 juni 1743 ingewijd. 
De kerk werd in 2014 gerenoveerd onder leiding van Nina Dorič Majdič in Leon Lavrič.

## Orgel
In 1820 bouwde de meester Peter Rumpel op aanvraag van pastoor Andrej Jaras het oorspronkelijke orgel van de kerk. In de jaren '30 verbouwde de meester Franc Jenko het orgel waarbij enkel de orgelkas bewaard is gebleven. Het orgel is niet langer in gebruik.